# Acer Nethercott
Acer Nethercott, född den 28 november 1977 i Newmarket i Storbritannien, död 27 januari 2013, var en brittisk roddare.
Han tog OS-silver i åtta med styrman i samband med de olympiska roddtävlingarna 2008 i Peking.